# Westliche Einführung der Riedbahn
| ICE auf der Westlichen Einführung der Riedbahn in Mannheim (2013) |                      |                                                |                                                |
| Streckennummer (DB): | 4011                 |                                                |                                                |
| Kursbuchstrecke (DB): | 655                  |                                                |                                                |
| Streckenlänge: | 9,2 km               |                                                |                                                |
| Spurweite: | 1435 mm (Normalspur) |                                                |                                                |
| Streckenklasse: | D4                   |                                                |                                                |
| Stromsystem: | 15 kV, 16,7 Hz ~     |                                                |                                                |
| Maximale Neigung: | 13,891 ‰             |                                                |                                                |
| Streckengeschwindigkeit: | 160 km/h             |                                                |                                                |
| Zweigleisigkeit: | Durchgehend          |                                                |                                                |
| |                      |                                                |                                                |
| \| \| \| von Karlsruhe \| \| \| \| \| Schnellfahrstrecke von Stuttgart \| \| \| \| \| Strecke von Mannheim Rangierbahnhof \| \| \| \| \| Rheintalbahn von Heidelberg \| \| \| \| \| Riedbahn von Ffm Stadion – Mannh-Käfertal \| \| \| \| 0,000 \| Mannheim Hbf \| Mannheim Hbf \| \| \| \| Strecke zum Mannheimer Hauptgüterbahnhof \| \| \| \| \| Pfälzische Ludwigsbahn nach Saarbrücken \| \| \| \| \| Strecke nach Mainz \| \| \| \| 0,900 \| Bundesstraße 37 (Konrad-Adenauer-Brücke) \| Bundesstraße 37 (Konrad-Adenauer-Brücke) \| \| \| 1,785 \| Verbindungskanal Neckar – Mühlauhafen \| Verbindungskanal Neckar – Mühlauhafen \| \| \| 2,000 \| Bundesstraße 44 (Kurt-Schumacher-Brücke) \| Bundesstraße 44 (Kurt-Schumacher-Brücke) \| \| \| 2,105 \| Mannheim Handelshafen/Jungbusch \| Mannheim Handelshafen/Jungbusch \| \| \| 2,823 \| Riedbahnbrücke West (242 m) \| Riedbahnbrücke West (242 m) \| \| \| \| Hafenbahn zur Neckarvorlandbrücke \| \| \| \| \| Neckar \| \| \| \| 3,065 \| \| \| \| \| 3,490 \| Mannheim-Neckarstadt \| Mannheim-Neckarstadt \| \| \| 4,783 \| Bundesstraße 44 \| Bundesstraße 44 \| \| \| 5,135 \| Mannheimer Industriehafenbahn und Straße \| Mannheimer Industriehafenbahn und Straße \| \| \| \| von Mannheim-Neckarstadt („Riedbahnhof“) \| \| \| \| 5,470 \| Mannheim-Luzenberg \| Mannheim-Luzenberg \| \| \| \| von Mannheim Industriehafen Sammelbahnhof \| \| \| \| \| von Mannheim Hbf (über Mannheim-Käfertal) \| \| \| \| \| von Mannheim-Sandhofen \| \| \| \| 6,436 \| Mannheim-Waldhof \| Mannheim-Waldhof \| \| \| \| \| \| \| \| 6,59029,6002 \| Kilometrierungswechsel (Anpassung an Riedbahn) \| Kilometrierungswechsel (Anpassung an Riedbahn) \| \| \| \| \| \| \| \| 10,700 \| Mannheim-Waldhof Gbf \| Mannheim-Waldhof Gbf \| \| \| \| nach Frankfurt (Main) Stadion \| \| |                      |                                                |                                                |
| |                      | von Karlsruhe                                  |                                                |
| Abzweig geradeaus und von rechts |                      | Schnellfahrstrecke von Stuttgart               | Schnellfahrstrecke von Stuttgart               |
| Abzweig geradeaus und von rechts |                      | Strecke von Mannheim Rangierbahnhof            | Strecke von Mannheim Rangierbahnhof            |
| Abzweig geradeaus und von rechts |                      | Rheintalbahn von Heidelberg                    | Rheintalbahn von Heidelberg                    |
| Abzweig geradeaus und von rechts |                      | Riedbahn von Ffm Stadion – Mannh-Käfertal      | Riedbahn von Ffm Stadion – Mannh-Käfertal      |
| Bahnhof | 0,000                | Mannheim Hbf                                   | Mannheim Hbf                                   |
| Abzweig geradeaus und nach links |                      | Strecke zum Mannheimer Hauptgüterbahnhof       | Strecke zum Mannheimer Hauptgüterbahnhof       |
| Abzweig geradeaus und nach links |                      | Pfälzische Ludwigsbahn nach Saarbrücken        | Pfälzische Ludwigsbahn nach Saarbrücken        |
| Abzweig geradeaus und nach links |                      | Strecke nach Mainz                             | Strecke nach Mainz                             |
| Kreuzung mit U-Bahn geradeaus unten | 0,900                | Bundesstraße 37 (Konrad-Adenauer-Brücke)       | Bundesstraße 37 (Konrad-Adenauer-Brücke)       |
| Brücke über Wasserlauf | 1,785                | Verbindungskanal Neckar – Mühlauhafen          | Verbindungskanal Neckar – Mühlauhafen          |
| Kreuzung mit U-Bahn geradeaus unten | 2,000                | Bundesstraße 44 (Kurt-Schumacher-Brücke)       | Bundesstraße 44 (Kurt-Schumacher-Brücke)       |
| Haltepunkt / Haltestelle | 2,105                | Mannheim Handelshafen/Jungbusch                | Mannheim Handelshafen/Jungbusch                |
| Strecke geradeaus | 2,823                | Riedbahnbrücke West (242 m)                    | Riedbahnbrücke West (242 m)                    |
| Kreuzung |                      | Hafenbahn zur Neckarvorlandbrücke              | Hafenbahn zur Neckarvorlandbrücke              |
| Strecke unter Wasserlauf |                      | Neckar                                         | Neckar                                         |
| Strecke | 3,065                |                                                |                                                |
| Haltepunkt / Haltestelle | 3,490                | Mannheim-Neckarstadt                           | Mannheim-Neckarstadt                           |
| Kreuzung mit U-Bahn geradeaus oben | 4,783                | Bundesstraße 44                                | Bundesstraße 44                                |
| Kreuzung geradeaus oben | 5,135                | Mannheimer Industriehafenbahn und Straße       | Mannheimer Industriehafenbahn und Straße       |
| Abzweig geradeaus und ehemals von rechts |                      | von Mannheim-Neckarstadt („Riedbahnhof“)       | von Mannheim-Neckarstadt („Riedbahnhof“)       |
| Haltepunkt / Haltestelle | 5,470                | Mannheim-Luzenberg                             | Mannheim-Luzenberg                             |
| Abzweig geradeaus und ehemals von rechts |                      | von Mannheim Industriehafen Sammelbahnhof      | von Mannheim Industriehafen Sammelbahnhof      |
| Strecke von rechts und von halblinks |                      | von Mannheim Hbf (über Mannheim-Käfertal)      | von Mannheim Hbf (über Mannheim-Käfertal)      |
| Strecke geradeaus und von links |                      | von Mannheim-Sandhofen                         | von Mannheim-Sandhofen                         |
| Bahnhof | 6,436                | Mannheim-Waldhof                               | Mannheim-Waldhof                               |
| |                      |                                                |                                                |
| Strecke | 6,59029,6002         | Kilometrierungswechsel (Anpassung an Riedbahn) | Kilometrierungswechsel (Anpassung an Riedbahn) |
| |                      |                                                |                                                |
| | 10,700               | Mannheim-Waldhof Gbf                           | Mannheim-Waldhof Gbf                           |
| |                      | nach Frankfurt (Main) Stadion                  |                                                |

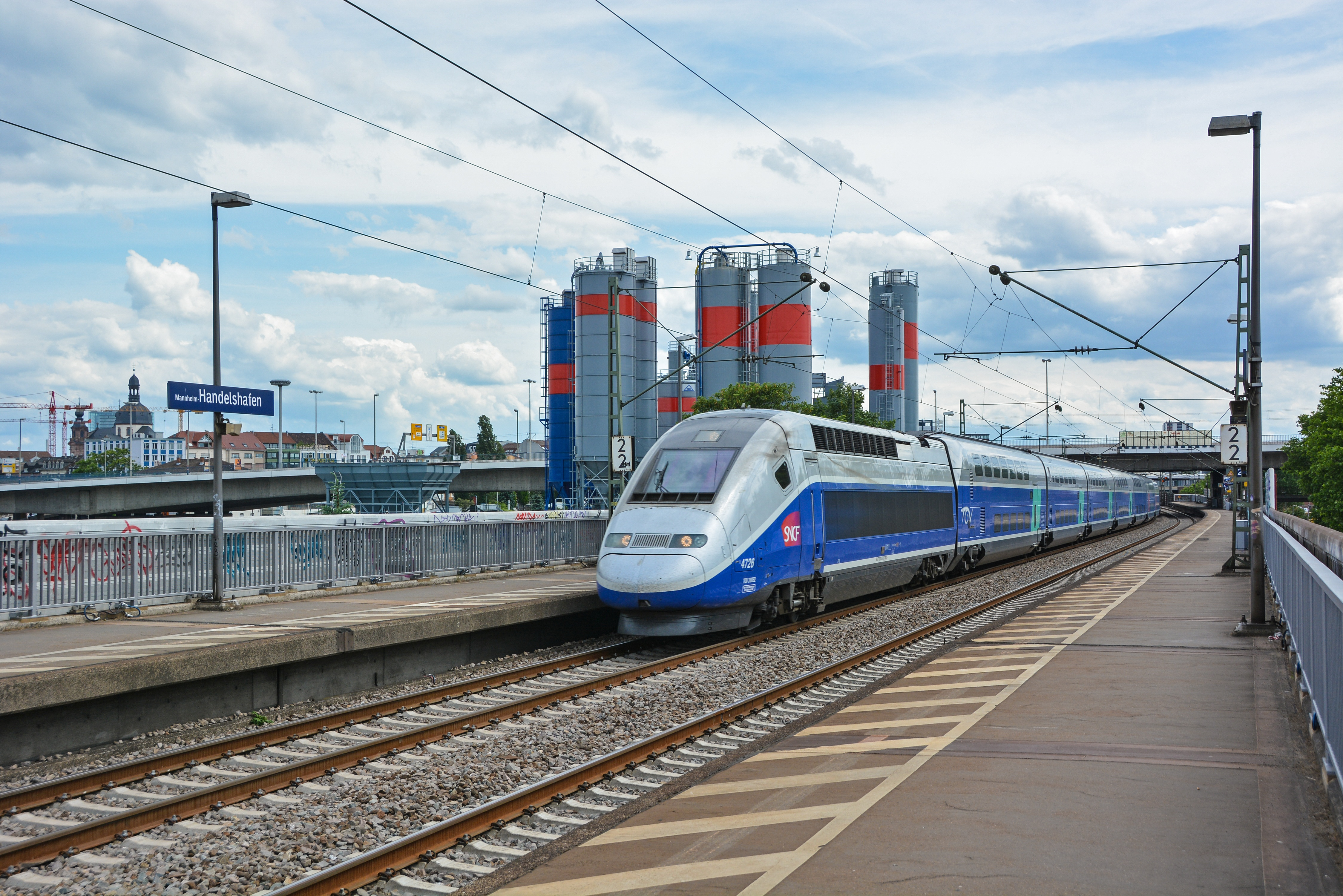
TGV Duplex bei der Durchfahrt am Haltepunkt Mannheim-Handelshafen

Die Westliche Einführung der Riedbahn (WER) ist eine 1985 eröffnete, 9,2 km lange Neubaustrecke in Mannheim, die der direkten Einführung der Riedbahn von Norden in den Mannheimer Hauptbahnhof dient, ohne die Stadt östlich zu umfahren.

## Beschreibung
Die Neubaustrecke unterquert im nordwestlichen Gleisfeld des Hauptbahnhofs Mannheim Personen- und Güterverkehrsgleise der Pfälzischen Ludwigsbahn und geht anschließend in eine 2.200 m lange, auf 82 Pfeilern aufgeständerte Fahrbahn über, die mehrere kreuzende Straßen im Hafengebiet überquert. Unterbrochen wird diese Aufständerung durch zwei Stabbogenbrücken, eine über den Hafenkanal und die Riedbahnbrücke West über den Neckar. An die Aufständerung schließt sich ein fast 2.000 m langer Damm an, der durch eine fünfteilige Spannbetonbrücke unterbrochen wird; er liegt teilweise im Verlauf der Trasse der 1971 stillgelegten Einfahrt zum ehemaligen Mannheimer Riedbahnhof. Im Bahnhof Mannheim-Waldhof, der dafür sehr umfangreich angepasst wurde, mündet die Strecke höhengleich in die Altstrecke ein. Im Zuge der Strecke erhielt der Westen Mannheims drei neue Haltepunkte: Mannheim-Handelshafen,  Mannheim-Neckarstadt und  Mannheim-Luzenberg. Die Trasse folgt dem Verlauf der in den 1960er Jahren stillgelegten Neckarstadtbahn.
Schwere und langsame Güterzüge nutzen (Stand: 1985) weiterhin die östliche Einführung der Riedbahn.
Die Trasse wurde für eine Höchstgeschwindigkeit von 160 km/h entwickelt. Der Grenzwert der Längsneigung beträgt 12,5 Promille (mit einer 13,9-Promille-Rampe im Mannheimer Hauptbahnhof). Im Querschnitt wurde erweitertes Regellichtraumprofil mit einem Gleisabstand von 4,00 m bei einer Planumsbreite von 10,0 m hergestellt. Der Streckenabschnitt ist heute im Bereich des Mannheimer Hauptbahnhofs (bis Streckenkilometer 1,4) mit 60 km/h befahrbar, im weiteren Verlauf bis zum Haltepunkt Handelshafen mit 120 km/h und im übrigen Verlauf mit 160 km/h. Sie ist mit H/V-Signalen und Punktförmiger Zugbeeinflussung ausgerüstet, von Streckenkilometer 5 aufwärts darüber hinaus mit Linienzugbeeinflussung.

## Geschichte

### Hintergrund
In einem Staatsvertrag, den 1843 die damaligen Länder Baden, Hessen und die Freie Stadt Frankfurt schlossen, sollten bei der geplanten Main-Neckar-Bahn weder Mannheim noch Heidelberg bevorzugt werden. Die neue Strecke wurde daher nach Friedrichsfeld geführt. Für den späteren Anschluss der Riedbahn wurde dagegen offenbar dem durchgehenden Verkehr von Frankfurt über Mannheim in die Pfalz der Vorzug gegenüber dem direkten Verkehr von Frankfurt über Mannheim Richtung Karlsruhe gegeben.
Die Badische Hauptbahn erreichte als erste Eisenbahnstrecke Mannheim von Südosten kommend, so dass auch der spätere Hauptbahnhof südöstlich des Stadtkerns entstand. Damit ergab sich von Anfang das Problem des Anschlusses der von Norden kommenden, von der Hessischen Ludwigsbahn errichteten Riedbahn, die am 15. Oktober 1879 die Station Mannheim-Neckarvorstadt erreichte. Diese aus Richtung Darmstadt, später von Frankfurt am Main kommende Strecke erhielt in Mannheim am nördlichen Stadtrand einen eigenen Bahnhof, den Riedbahnhof, nördlich der heutigen Kurpfalzbrücke, ohne Anschluss an die badische Bahn. Ein durchgehender Verkehr zum Mannheimer Hauptbahnhof wurde erst 1880 durch die Umfahrung Mannheims über Käfertal zur Rheintalbahn möglich, wodurch die Züge der Riedbahn nun von Südosten in den Mannheimer Bahnhof einfahren konnten, zur Weiterfahrt Richtung Karlsruhe und Stuttgart allerdings Kopf machen mussten.
Kurz vor dem Ersten Weltkrieg und Mitte der 1920er Jahre wurde vorgeschlagen, die Riedbahn durch das Hafengelände hindurch in den Hauptbahnhof einzuführen.
Vor dem Zweiten Weltkrieg schlug die Stadt Mannheim durch ein Gutachten vor, die Riedbahn über Lampertheim, Frankenthal und Ludwigshafen von Westen in den Knoten Mannheim einzuführen. Der Zeitvorteil des entfallenden Fahrtrichtungswechsels wäre dabei durch einen Umweg von rund 10 km wieder aufgezehrt worden. Sowohl das kurz vor dem Zweiten Weltkrieg entwickelte Programm 1943 B3 als auch abgeschwächte Umbaupläne von 1950/51 enthielten eine Einführung der Riedbahn in den Mannheimer Hauptbahnhof von Westen. Letztere Pläne sahen eine rund 9,5 km lange Neubaustrecke ab Mannheim-Waldhof mit einer höhenfreien Verzweigung im Bahnhofsbereich vor. Aus Kostengründen wurde das Projekt Anfang der 1950er Jahre sukzessive aufgegeben. Zuletzt, nach 1953, wurde auch die von der Stadt Mannheim gewünschte Einführung „Einführung der Riedbahn von Westen“ gestrichen.
Eine direkte Einführung der Riedbahn in den Knoten Mannheim wurde 1964 in einer Studie für den Vorstand der Deutschen Bundesbahn vorgeschlagen. Das Projekt wurde 1970 wieder aufgenommen – zunächst als reines Nahverkehrsprojekt des Landes Baden-Württemberg und der Stadt Mannheim. Der Verwaltungsrat der Bundesbahn stimmte im August 1970 zu. An die Westliche Einführung der Riedbahn sollte sich ein viergleisiger Ausbau der Strecke zwischen Mannheim-Waldhof und Groß-Gerau anschließen. Dort wäre die Neubaustrecke Köln–Groß-Gerau Richtung Köln ausgefädelt. Beide Vorhaben wurden nicht realisiert.
Der Fahrtrichtungswechsel (einschließlich Lokwechsel) erforderte in den frühen 1980er Jahren wenigstens sechs Minuten und erzeugte zahlreiche Rangierfahrten; insgesamt wurden am Hauptbahnhof Mannheim täglich bis zu 3000 Rangierfahrten gezählt. Durch diese betrieblichen Umstände kam es häufig zu Verspätungen. Für die Zugwenden mussten alle Bahnhofsgleise gequert werden. Zur Lösung der Schwierigkeiten wurde die Westliche Einführung der Riedbahn entwickelt, mit der die Riedbahn erstmals von Nordwesten in den Mannheimer Hauptbahnhof eingeführt werden konnte.

### Planung
| Planfeststellungsbereich   | 1                 | 2                                           | 3                 |
| -------------------------- | ----------------- | ------------------------------------------- | ----------------- |
| Streckenkilometer          | 0,0–0,9           | 0,9–5,9                                     | 5,9–9,5           |
| Einleitung                 | 20. Juli 1978     | 21. März 1978 (Ersteinleitung 24. Mai 1971) | 19. Dezember 1978 |
| Zahl der Einwendungen      | 0                 | 15                                          | 1022              |
| Erörterungstermin          | (keiner)          | 26. April 1978                              | 31. März 1980     |
| Planfeststellungsbeschluss | 25. Oktober 1978  | 5. März 1979                                | 19. Juni 1981     |
| Anzahl der Klagen          | 0                 | 17                                          | 0                 |
| Bestandskraft              | 20. Dezember 1978 | 6. Oktober 1980                             | 7. August 1981    |

Die Neubaustrecke wurde für die Planung in drei Abschnitte eingeteilt: Der Einführung in den Nordwestkopf des Hauptbahnhofs Mannheim (Abschnitt 1: km 0,0 bis 0,9), die Strecke zwischen km 0,9 und 5,9 (Abschnitt 2) sowie die Einbindung in den Bahnhof Mannheim-Waldhof (Abschnitt 3: km 5,9 bis 9,5).
Das erste Planfeststellungsverfahren wurde Mitte 1971 eingeleitet. 1972 wurden Kreuzungsverträge mit der Stadt Mannheim geschlossen. Das Vorhaben wurde später Teil der Ausbaustrecke Frankfurt – Mannheim. Im März 1977 legte der Vorstand der DB dem Verwaltungsrat das Gesamtprojekt zum Beschuss vor, der im Mai 1977 erging. Der Nutzen-Kosten-Faktor des Gesamtvorhabens lag bei 6,73. Der Gemeinderat der Stadt Mannheim stimmte der Westlichen Riedbahneinführung im November 1977 zu. Am 7. September 1978 genehmigte Bundesverkehrsminister Gscheidle den Bau des 9,1 km langen Gesamtprojekts. Zum Preisstand von 1975 betrugen die Kosten 230 Millionen DM, davon 12 Millionen DM Nahverkehrsanteil.
Der Planfeststellungsbeschluss für den ersten Abschnitt wurde am 25. Oktober 1978 rechtskräftig. Die ersten Ingenieurbauwerke wurde im Februar 1979 begonnen. Die höhenfreie Einführung in den Mannheimer Hauptbahnhof bedingte einen weitreichenden Umbau des Westkopfs des Mannheimer Hauptbahnhofs, einschließlich aller Brückenbauwerke. Für diesen Abschnitt war keine Öffentlichkeitsbeteiligung erforderlich.
Zwischen 5. Februar und 5. März 1979 wurden die Pläne für den (nördlichen) Abschnitt 3 im Mannheimer Rathaus ausgelegt. Anschließend hatte sich eine Bürgerinitiative gegen das Projekt gebildet. Sie forderte unter anderem die Verlegung der bestehenden und der neuen Bahnanlagen, der angrenzenden Bundesstraße sowie der Straßenbahn in Tunnel; die damit verbundenen Mehrkosten bezifferte die Deutsche Bundesbahn auf rund eine Milliarde DM. Mit der Absenkung der Bahnanlagen und der für einen späteren Zeitpunkt ebenfalls geforderten Absenkung einer Bundesstraße sollten ungünstige Verhältnisse im Zentrum des Ortsteils Waldhof bereinigt werden. Die DB bezeichnete eine unterirdische Streckenführung als technisch machbar, aber finanziell untragbar. Der Erörterungstermin in diesem Abschnitt war zunächst für den 15. Januar 1980 geplant und wurde auf Drängen von betroffenen Bürgern, die Termin und Art der Bekanntgabe kritisierten, auf den 31. Januar 1980 verschoben. Er fand letztlich Ende März 1980 statt. Die Bundesbahn lehnte dabei erneut die von den meisten Einwendern geforderte unterirdische Trassenführung ab. Aus den Forderungen der Bürgerinitiative ging letztlich eine gemeinsame Rahmenplanung von Stadt, Land, Bund und Bahn hervor. Trotz Beibehaltung der oberirdischen Linienführung hätten Verbesserungen erreicht werden können. Unter anderem wurden Straßenführungen verändert, Fußgängerverbindungen zwischen durch Bahn und Schallschutzwänden getrennten Stadtteilen angelegt und Güterverkehrsanlagen verlegt. Diese Lösung wurde nach Bahnangaben ausführlich öffentlich dargestellt, begründet und diskutiert. Gegen diesen Kompromiss wurde nicht geklagt.
Im (mittleren) Abschnitt 2 wurde die Planung am 6. Oktober 1980 bestandskräftig. Der Bau begann hier Mitte 1980. Mit dem Erlass des Planfeststellungsbeschlusses für den Bereich Mannheim-Waldhof wurde das Planfeststellungsverfahren nach vier Jahren im August 1981 abgeschlossen. Insgesamt wurden 1037 Einwendungen gegen den Bau der Strecke behandelt und 17 Verwaltungsgerichtsverfahren geführt. Diese 17 Einzelklagen seien durch eine Bürgerinitiative ausgelöst worden. Laut Bahnangaben seien alle Klagen einvernehmlich ausgeräumt worden.
Ende Mai 1979 stimmte der Mannheimer Stadtrat dem Projekt zu, nachdem sich die Bundesbahn zu einem weitgehenden Schallschutz verpflichtet hatte.
Nach dem Planungsstand von Ende der 1970er Jahre wurden im werktäglichen Jahresdurchschnitt in beiden Richtungen jeweils etwa 35 Eil- und Nahverkehrszüge sowie 55 bis 60 Fernverkehrszüge erwartet. Während die Nahverkehrszüge alle drei vorgesehenen neuen Haltepunkte bedienen sollten, sollten Eilzüge nur am Haltepunkte Westkreuz (km 2,1) halten, der die beste Verknüpfung mit dem innerstädtischen Verkehrsnetz bieten sollte.

### Bau
1981 begannen die Bauarbeiten auf voller Länge. 1983 waren alle Bauwerke der Strecke fertiggestellt. Im Zuge der Maßnahmen entstanden auch drei neue Haltepunkte (Luzenberg, Neckarstadt, Handelshafen). Der Bahnhof Waldhof wurde grundlegend umgestaltet.

Brückenbauten
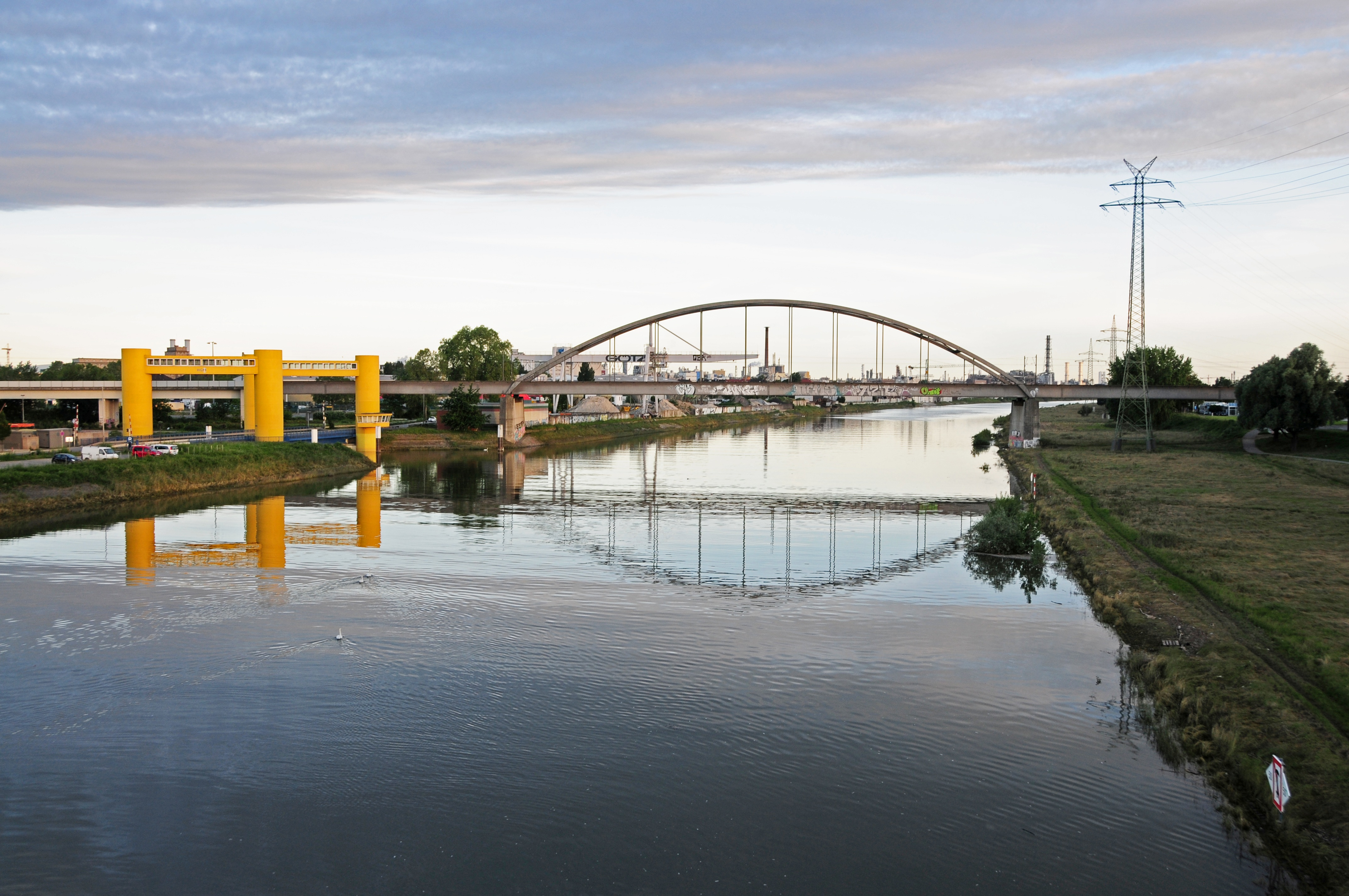
Riedbahnbrücke West über den Neckar
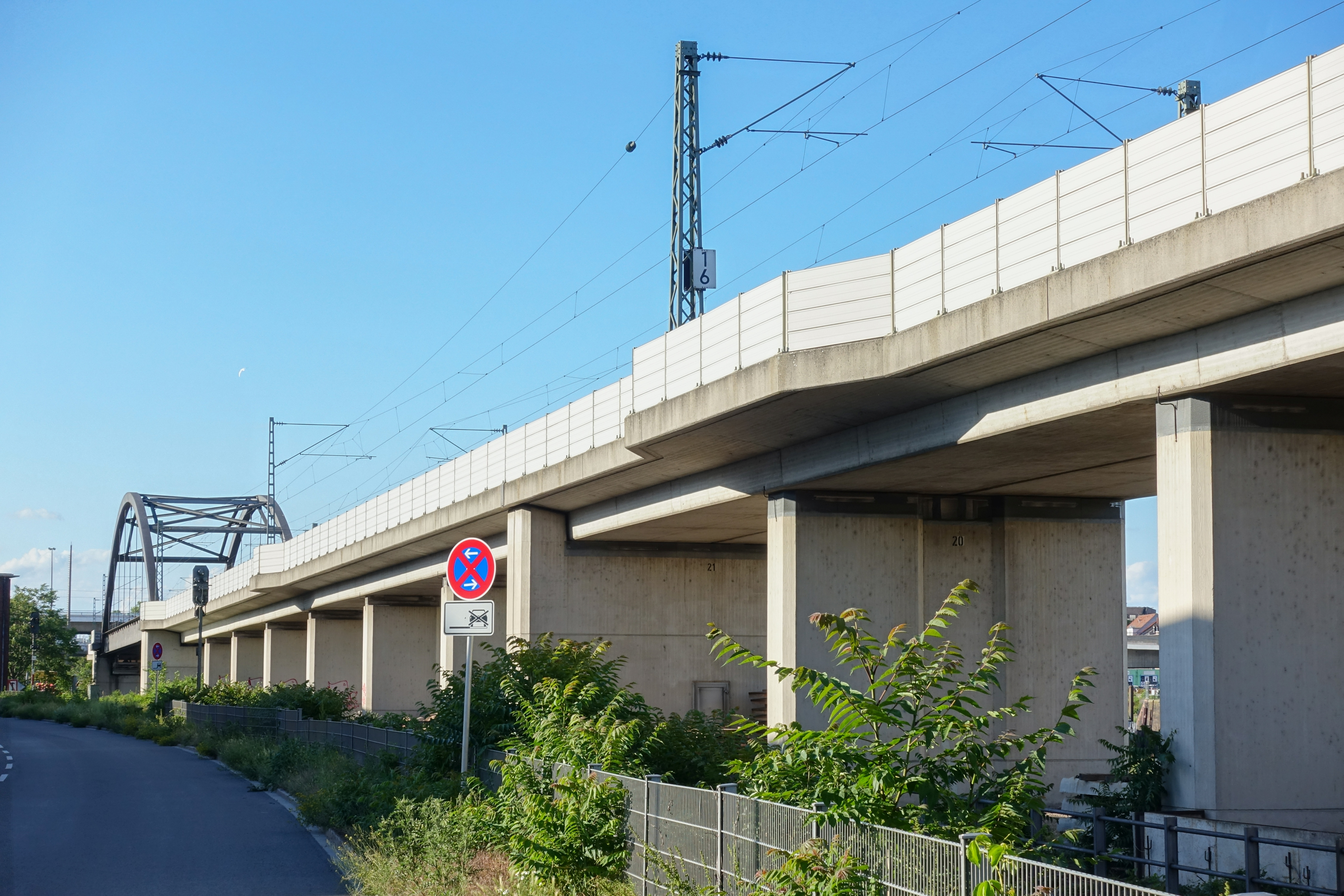
Aufstelzung im Bereich des Handelshafens
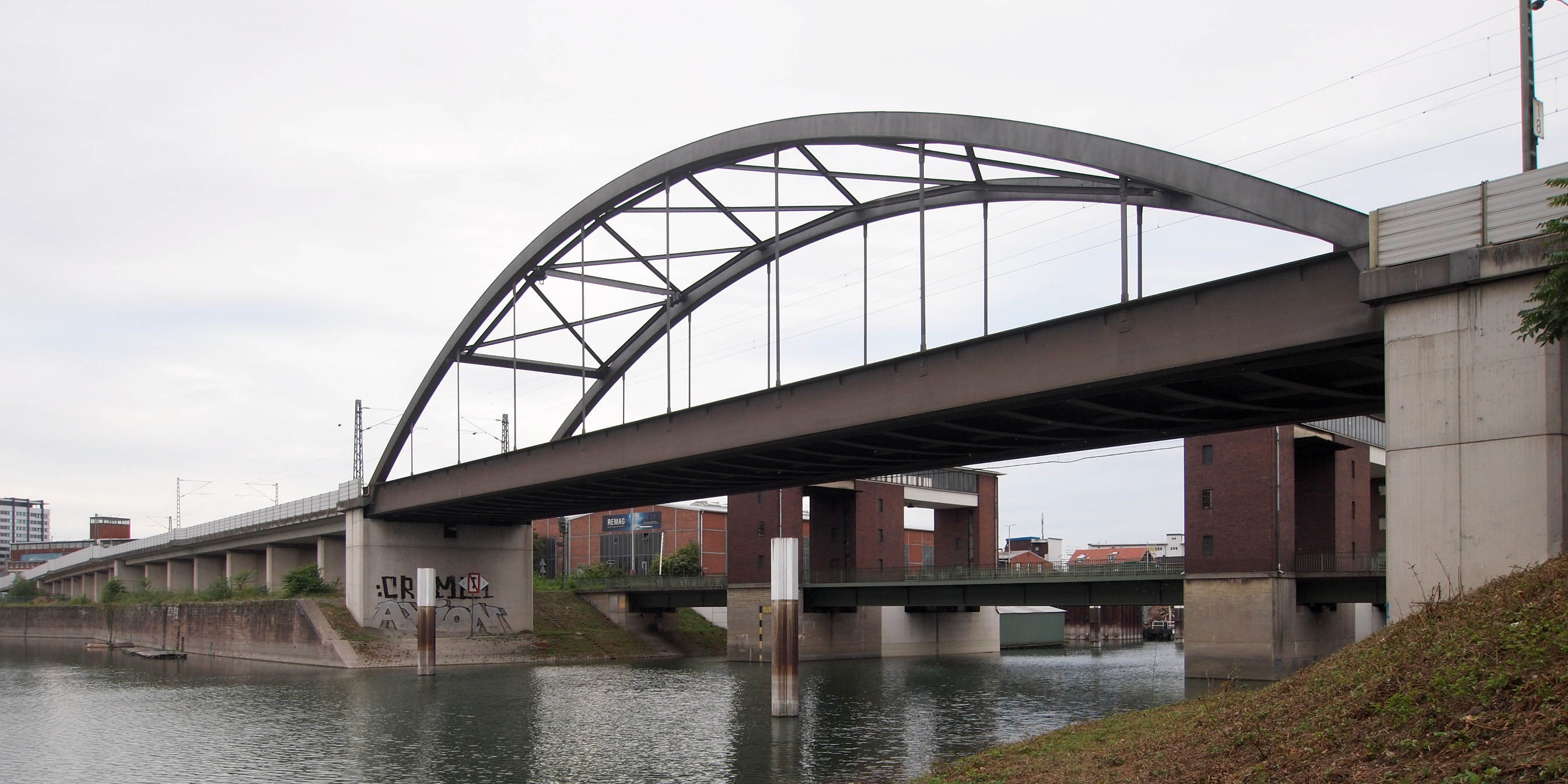
Stabbogenbrücke über den Verbindungskanal, neben der Mühlaubrücke

Im Hauptbahnhof Mannheim wurden im Zuge der Neubaustrecke unter anderem Bahnsteige verlängert, eine neue Bahnsteigunterführung mit Rolltreppen errichtet und 1982 ein neues Gleisbildstellwerk in Betrieb genommen.

### Inbetriebnahme
Der Probebetrieb begann im Januar 1985. Im Frühjahr 1985 wurden, erstmals und als Betriebsversuch, Merkblätter und Filme an die zukünftig auf dem Streckenabschnitt fahrenden Triebfahrzeugführer zum Erwerb der Streckenkenntnis ausgegeben.
Die Neubaustrecke wurde am 2. Juni 1985 durch Bundesverkehrsminister Werner Dollinger eingeweiht.
Mit Aufnahme des Betriebs wurde ein 20-Minuten-Takt mit Wendezügen zwischen Lampertheim und Mannheim Hauptbahnhof eingeführt; 36 bis 38 Züge täglich fuhren weiter nach Schwetzingen/Hockenheim. Gleichzeitig wurde das Regionalverkehrsangebot auf der Östlichen Einführung der Riedbahn weitgehend eingestellt. Als Ersatz wurde ein Busverkehr zwischen Luzenberg und Käfertal eingerichtet.
Mit Inbetriebnahme der Westlichen Einführung der Riedbahn verkürzte sich die Fahrzeit um rund zehn Minuten. In Verbindung mit der südlich anschließenden Neubaustrecke Mannheim–Stuttgart verkürzte sich die Fahrzeit zwischen Frankfurt und Stuttgart um mehr als eine Stunde.

### Betrieb
Auf der Strecke verkehren heute neben Regionalzügen des Verkehrsverbundes Rhein-Neckar drei ICE-Linien, die Süddeutschland mit Berlin, Hamburg, Köln und Dortmund verbinden. Auch die französischen TGV-Züge zwischen Frankfurt und Paris sowie Frankfurt und Marseille verkehren hier.

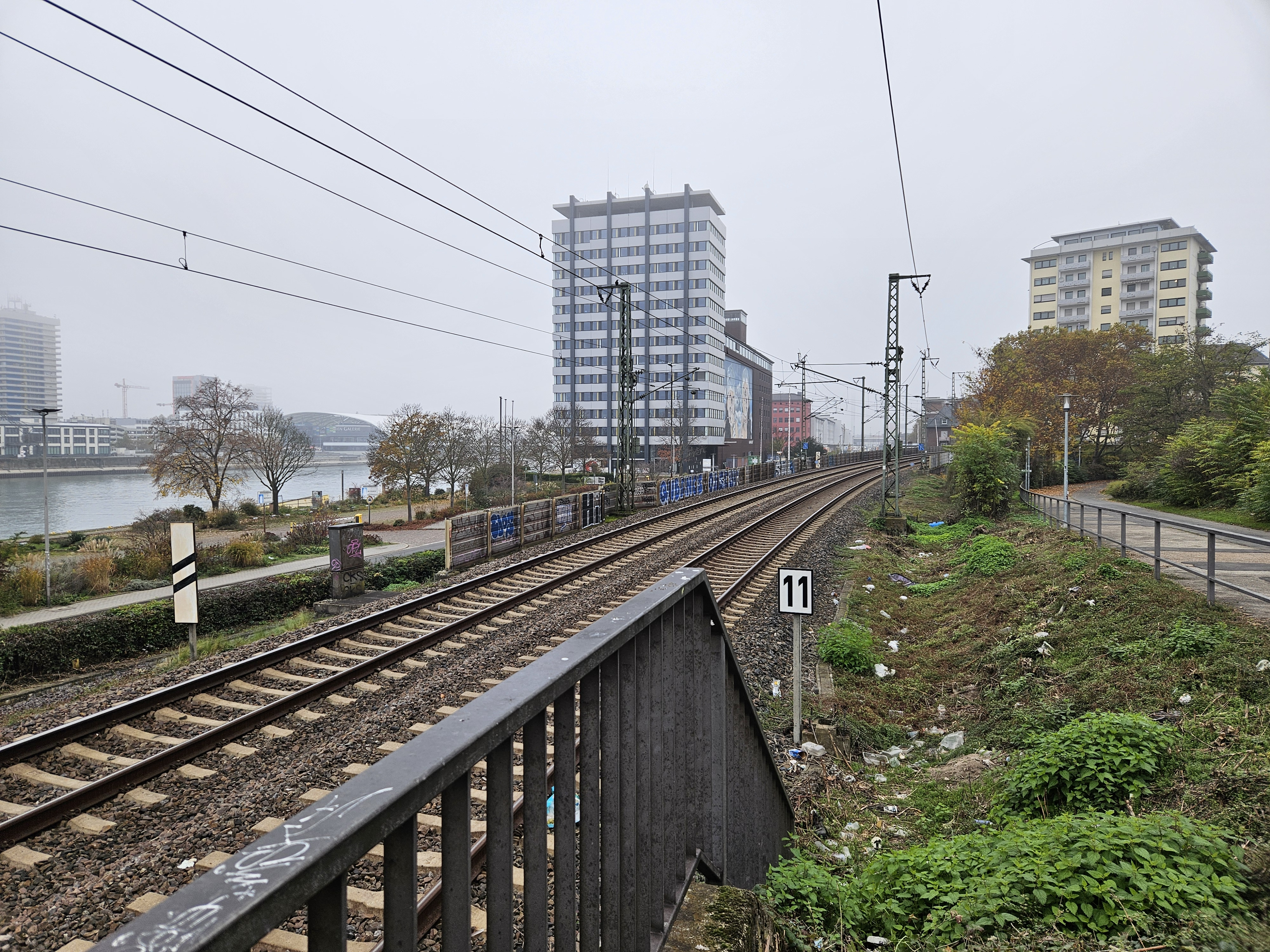
Eines der neuen Geschwindigkeitssignale (für 110 km/h), im südlichen Bereich des Hauptbahnhofs (2024)

Ende 2019 wurden die stadtauswärts zulässigen Geschwindigkeiten angehoben. Unter anderem sind nach der letzten Weiche des Hauptbahnhofs nunmehr 70 statt vormals 60 km/h zulässig, die weiteren Stufen der Beschleunigung auf 160 km/h erfolgen insgesamt früher und für höhere Geschwindigkeiten.
Die Westliche Einführung der Riedbahn war Bestandteil des Projekts Korridor Riedbahn, in dessen Rahmen die Strecke von Frankfurt nach Mannheim, einschließlich weiterer angrenzender Abschnitte, im 2. Halbjahr 2024 „generalsaniert“ wurde.

## Kosten
In der Vorentwurfsplanung waren, zum Preisstand 1975, Baukosten (ohne Planungskosten) von 215,0 Millionen DM vorgesehen. 26 Prozent der Summe entfielen dabei auf Grunderwerb, Entschädigungen und Vorleistungen der Stadt Mannheim, weitere 31 Prozent auf Brückenbauwerke. Für Unter- und Oberbau wurden 20,5 Prozent angesetzt, für die Haltepunkte des Nahverkehrs 3,5 Prozent sowie für die eisenbahntechnische Ausrüstung 19 Prozent.
Ende 1981 lagen die geplanten Kosten bei 260 Mio. DM. Mitte 1982 lagen die geplanten Kosten bei 280 Millionen DM (zum Preisstand von 1981), von denen über 140 Millionen DM verausgabt waren. Schlussendlich ergaben sich Baukosten von knapp 300 Mio. DM. Bis Herbst 1981 waren rund 100 Millionen DM investiert worden.
Bis Ende 1984 waren von insgesamt 290 Millionen DM fast 250 Millionen investiert worden (Preisstand: 1985).

### Mannheim Hbf

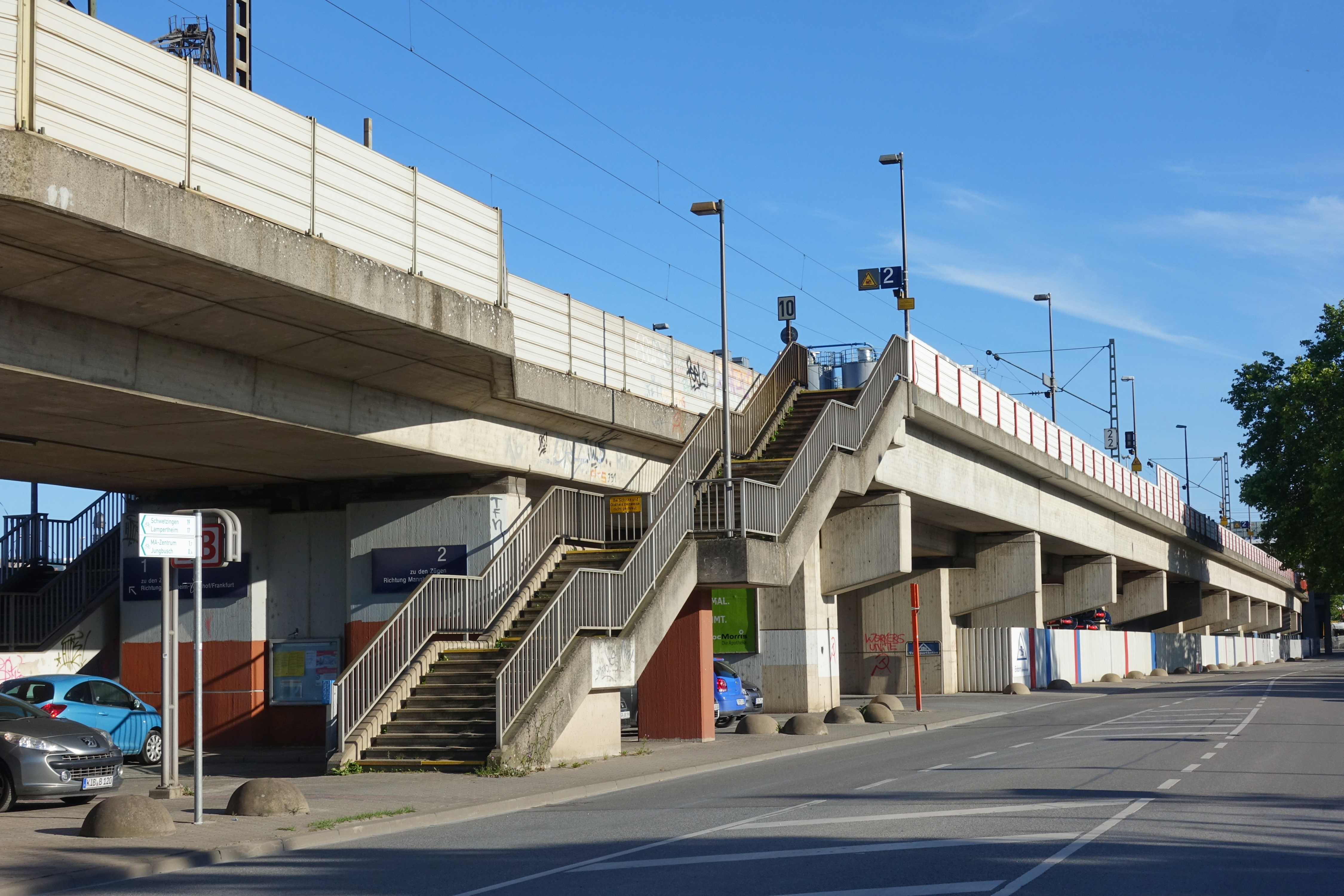
Haltepunkt Mannheim Handelshafen

## Betriebsstellen

### Mannheim Handelshafen
Der Haltepunkt Mannheim Handelshafen (Streckenkilometer 2,1) wurde zusammen mit der westlichen Einführung der Riedbahn errichtet und am 2. Juni 1985 durch Bundesverkehrsminister Werner Dollinger eingeweiht. Benannt ist der Haltepunkt nach dem benachbarten Teil des Mannheimer Hafens.
Der Haltepunkt soll zum Fahrplanwechsel am 15. Dezember 2024 in Mannheim Handelshafen/Jungbusch umbenannt werden.

### Mannheim-Neckarstadt
Der Haltepunkt Mannheim-Neckarstadt (Streckenkilometer 3,5) ist nicht zu verwechseln mit dem Bahnhof Mannheim-Neckarstadt, einem ehemaligen Kopfbahnhof der Hessischen Ludwigsbahn, in dem die Riedbahn ursprünglich in Mannheim endete und der 1971 stillgelegt wurde. Benannt ist der Haltepunkt nach dem Mannheimer Stadtteil Neckarstadt.

### Mannheim-Luzenberg
Der Haltepunkt Mannheim-Luzenberg (Streckenkilometer 5,5) ist der dritte Haltepunkt im Zuge der westlichen Einführung der Riedbahn in den Mannheimer Hauptbahnhof. Er bestand schon von 1879 bis 1971 als Bahnhof an dem Streckenast der Riedbahn zwischen Mannheim-Waldhof und Mannheim-Neckarstadt. Benannt ist der Haltepunkt nach dem Mannheimer Stadtteil Luzenberg.

### Mannheim-Waldhof Gbf
Mannheim-Waldhof Gbf ist ein Bahnhofsteil des Bahnhofs Mannheim-Waldhof. Die WER endet hier an der Zusammenführung mit der Riedbahn.